# Сине-Кинчеры
Си́не-Кинче́ры (чув. Ҫӗнӗ Кинчер) — деревня Урмарского района Чувашской Республики. В рамках организации местного самоуправления входит с 2023 года в Урмарский муниципальный округ. До 2023 года — в составе Шихабыловского сельского поселения. Население 147 человек (2015), преимущественно чуваши.

## География
Расположен в северо-восточной части региона, в пределах Чувашского плато, при впадении реки Малый Аниш в реку Средний Аниш, на расстоянии 56 км от Чебоксар, 11 км до райцентра Урмары.

### Климат
В деревне, как и во всём районе, климат умеренно континентальный с продолжительной холодной зимой и довольно тёплым сухим летом. Средняя температура января −13 °C; средняя температура июля 18,7 °C. За год выпадает в среднем 400 мм осадков, преимущественно в тёплый период. Территория относится к I агроклиматическому району Чувашии и характеризуется высокой теплообеспеченностью вегетационного периода: сумма температур выше +10˚С составляет здесь 2100—2200˚.

## История
Образовалось в XVIII веке, как выселок деревни Старое Янситово. В 1920-х гг. имелись щёточные, скорняжные промыслы. В 1931 образован колхоз «Свет».

### Административно-территориальная принадлежность
С XVIII века по 1927 год, в составе Андреевской, затем Никольской волости Чебоксарского уезда, с 1927 года — в составе Козловского района, с 1939 года — в составе Урмарского района.
Входила деревня (с 2004 до 2023 гг.) в состав Шихабыловского сельского поселения муниципального района Урмарский район.
К 1 января 2023 года обе муниципальные единицы упраздняются и деревня входит в Урмарский муниципальный округ.

## Население
| 2010 | 2012 | 2015 |
| ---- | ---- | ---- |
| 152  | ↗175 | ↘147 |

## Известные уроженцы, жители
Рябчиков, Владимир Иванович (4.12.1934, д. Сине-Кинчеры — 11.1.2002, Чебоксары) — передовик производства, Герой Социалистического Труда.

## Инфраструктура
Личное подсобное хозяйство. Основа экономики — сельское хозяйство , действует ООО «Средний Аниш» (2010).
Школа, клуб, стадион, спортплощадка, магазин.

## Транспорт
Деревня доступна автотранспортом.